# Pentiment – Internationale Sommerakademie für Kunst und Design
Der Verein Pentiment – Internationale Sommerakademie für Kunst und Design e.V. veranstaltet seit 1988 Kurse an der Hochschule für Angewandte Wissenschaften Hamburg in den Bereichen Malerei, Zeichnen, Skulptur, Installation, Druckgrafik, Fotografie, Grafikdesign, Illustration, Kalligrafie, Mode und Textil. Pentiment zählt zu den ältesten Sommerakademien Europas.
Veranstaltungsort ist das Gebäude des Department Design der Hochschule für Angewandte Wissenschaften Hamburg in der Armgartstrasse. Das Programm der Sommerakademie richtet sich an professionelle Künstler, Designer, Kunst- und Designstudierende und Autodidakten aus der ganzen Welt, die sich künstlerisch auseinandersetzen möchten. Teilnehmer müssen bei ihrer Anmeldung ihre künstlerische Qualifikation anhand von Arbeitsbeispielen nachweisen. Ablehnungen sind allerdings selten.

## Geschichte
Die Sommerakademie wurde 1988 von Erhard Göttlicher, Zeichner und Professor für Zeichnen an der HAW Hamburg, gegründet. Sieben Kurse wurden, unterstützt von Manuel von Klipstein als Geschäftsführer, zum ersten Mal durchgeführt. Von 1988 bis 1992 verdoppelte sich die Anzahl der Kurse. Seit 1993 ist Pentiment eine dauerhafte Einrichtung der HAW Hamburg. 1994 übernahm Eun Nim Ro, Malerin und Professorin für Malerei am Department Design der HAW Hamburg, die künstlerische Leitung Pentiments. Nach ihrem Ruhestand im Jahr 2010 wurde Jan Köchermann zum künstlerischen Leiter Pentiments.
Aus rechtlichen sowie finanziellen Gründen stellte die HAW Hamburg 2014 die Förderung Pentiments ein. Die Sommerakademie stellte sich daraufhin 2015 als gemeinnütziger Verein »Pentiment – Internationale Sommerakademie für Kunst und Design e.V.« neu auf.

## Gastprofessoren
Als Dozenten wählt die Akademie Künstler- und Designer aus dem In- und Ausland aus. Es unterrichteten hier u. a. Max Uhlig, Thorsten Brinkmann, Norbert Bisky, Denis Darzacq, Anke Feuchtenberger, Till Gerhard, F. C. Gundlach, ATAK, Klaus Hartmann, Johannes Heisig, Nangaku Kawamata, Walter Kerkhofs, Shraga Kirshner, Herlinde Koelbl, Tamotsu Kondo, Hiroyuki Murase, Marc Lüders, Holger Matthies, Kostas Murkudis, Eun Nim Ro, Norbert Schwontkowski, Til Mette, F. K. Waechter, Zhou Brothers.